# シヤフ・カック

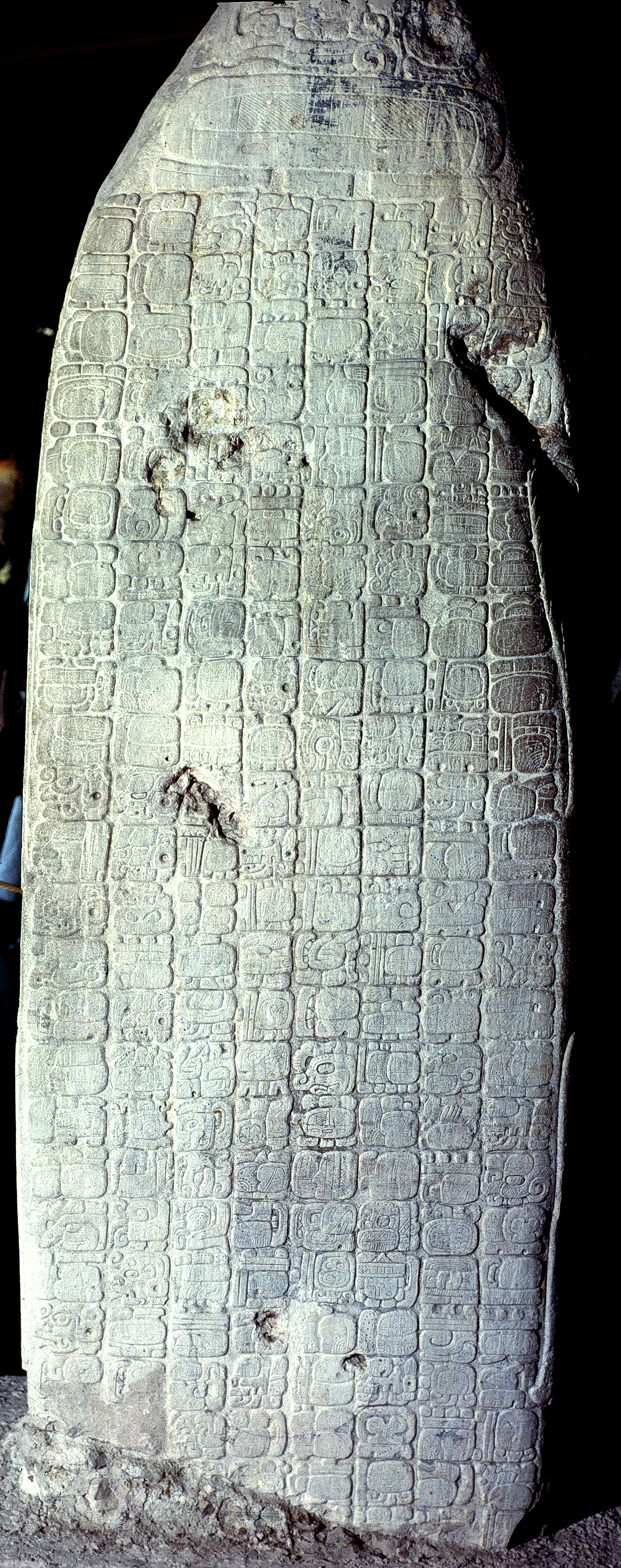
ティカル石碑31の裏側。378年のシヤフ・カックの「到着」を記す

シヤフ・カック（Siyaj K'ak'）またはシフヤフ・カフク（Sihyaj K'ahk'）は、古典期前期の378年に、中央メキシコのテオティワカンの勢力を背景としてペテン地域のマヤ諸都市を征服したと考えられている軍人。日本語表記は資料によってシヤク・カック、シアフ・カック等、あまり統一されていない
ティカルやワシャクトゥンに新王朝を立て、ペテン地域に新秩序をもたらした。
シヤフ・カックはマヤ世界を作りかえ、その後マヤ文明は急速に発展した。

## 名前
シヤフ・カックのマヤ文字は上を向いたカエルと煙のような記号から構成され、その見た目から「煙を吐く蛙」(Smoking Frog)とも呼ばれる。上を向いたカエルはsiy(aj)と読んで「誕生（した）」を意味し、煙のような記号はk'ahk'と読んで「火」を意味する。

## 人物
シヤフ・カックという名前はマヤ風だが、出身地や生卒年は不明である。シヤフ・カックの侵攻を受けた各都市で中央メキシコ様式の遺物が増えることから、テオティワカンの勢力を背景に持つ人物だったと考えられている。テオティワカン出身とする説や、ティカルからテオティワカンに逃れた人間が帰ってきたという説がある。
シヤフ・カックの率いる軍は378年1月8日にエル・ペルー（ワカ）に、その8日後の1月16日にティカルに入り、おそらくティカル王のチャック・トック・イチャーク1世を殺害した。古いモニュメントは破壊されるか、他の場所に移された。「投槍フクロウ」という明らかにテオティワカンと関係する名前の人物（投槍は中央メキシコの武器であり、フクロウはテオティワカンを象徴する動物）の子であるヤシュ・ヌーン・アイーン1世を新しい王朝の王として379年に擁立した。
ティカルは3世紀にすでに中央メキシコと接触していた形跡が残っているが、4世紀末になるとマヤの伝統とは異なる外国様式の遺物が大幅に増えた。同様の現象はペテン以外のモンテ・アルバンやカミナルフユにも見られる。
シヤフ・カックは同年またワシャクトゥンにはいって王族を皆殺しにした。ワシャクトゥンでの壁画にはメキシコ風の人物にマヤの人物が敬意を示す様子が描かれている。
381年のベフカル、および393年のリオ・アスルの碑文によれば、これらの都市の支配者もシヤフ・カックによって擁立された。ナーチトゥンの王もまたシヤフ・カックに従属していたことが2014年に明らかになった。
マヤ諸都市の王朝は4世紀前半までは少なかったが、シヤフ・カックの侵攻以降増大する。キリグア、コパン、パレンケの王朝はいずれも420-430年代に始まるが、いずれもティカルまたはテオティワカンと関係がある。コパンの初代王キニチ・ヤシュ・クック・モは即位して152日の後にコパンに到着したとあることから外部の人間であるのは明らかであり、古典期後期に作られた肖像ではメキシコ式の服を身につけている。

## 研究史
早くタチアナ・プロスクリアコフは中央メキシコと関係のある外国人が中央ペテンにやってきた可能性を指摘していた。
1985年にピーター・マシューズが「煙を吐く蛙」について初めて注目した。マシューズはこの人物を378年にワシャクトゥンを征服したか婚姻関係を結んだティカルの王族と考えた。ついでリンダ・シーリーとデイヴィッド・フライデルは1990年の著書『王たちの森』(A Forest of Kings)において、「煙を吐く蛙」は恐らくティカル王の弟で、ティカル軍を率いてワシャクトゥンを軍事的に征服して王を捕虜とし、その一族を殺害した後、自らがワシャクトゥン王として即位したと主張した。また、その後に中央メキシコの影響の強い遺物が増えることから、この征服にテオティワカンの影響があるという仮説を立てた。
1999年のシーリーとマシューズの著書『王たちの暗号』(The Code of Kings)では「煙を吐く蛙」の名をカック・シフ（K'ak'-Sih、火の生まれ）と呼んでいる。この本によると、ティカルのトック・チャック・イチャーク王が晩年にワシャクトゥンに戦いを起こし、378年に勝利したが、同じ日に死亡した。その後、実際にティカル軍を率いたカック・シフは新しいティカル・ワシャクトゥン連合の支配者となり、ティカルの王にはヤシュ・アインが即位したとする。
これに対して2000年にデイヴィッド・ステュアートは読みをシヤフ・カック（火が生まれた）に改めた上で、それまで主張されていたティカルとワシャクトゥンの戦いの存在そのものを否定した。シヤフ・カックについてはティカルの人物ではなく、外部からティカルにやってきて、おそらくティカルの王を殺して新しい王を擁立した人物と結論づけた。ステュアートの新説は多くの議論を呼んだが、現在では基本的に正しいものと考えられている。